# Maulika bengalica
Maulika bengalica es una especie de insecto coleóptero de la familia Chrysomelidae. Fue descrita científicamente en 1984 por Lopatin.